# Fontella Bass

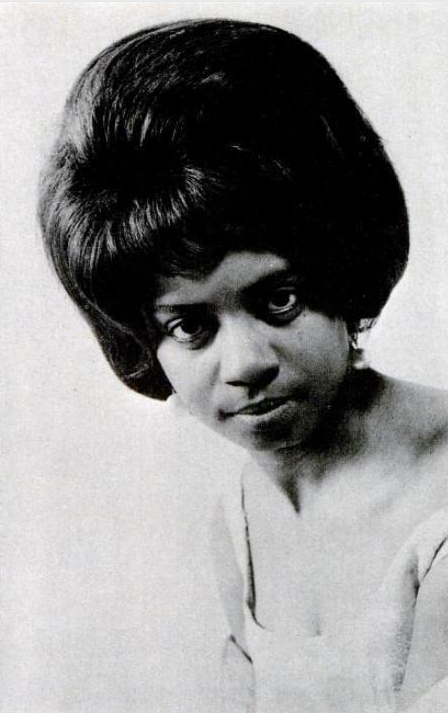
Fontella Bass (1965)

Fontella Bass (* 3. Juli 1940 in St. Louis, Missouri; † 26. Dezember 2012 ebenda) war eine US-amerikanische R&B- und Soul-Sängerin, Pianistin und Komponistin. Ihr bekanntester Hit ist Rescue Me aus dem Jahr 1965. Sie wird oft mit Aretha Franklin verwechselt.

## Biografie
Die Tochter der Gospel-Sängerin Martha Bass (von den Clara Ward Singers) sang bereits mit sechs Jahren im Kirchenchor. Auf der Highschool begann sie, an R&B-Gesangswettbewerben teilzunehmen. 1961 arbeitete sie bei lokalen Shows, spielte Klavier und sang im Chor. Sie begleitete den Blues-Sänger Little Milton bei seinen Aufnahmen am Klavier. Schließlich ermöglichte ihr Bob Lyons vom lokalen Radiosender KATZ eigene Aufnahmen beim Label Bobbin Records.
Mitte der 1960er Jahre zog Bass nach Chicago, wo sie einen Vertrag bei Chess Records erhielt. Mit Bobby McClure nahm sie einige Duette auf. Don’t Mess Up a Good Thing erreichte Anfang 1965 die Spitzengruppe der R&B-Charts und Platz 33 der Pop-Charts. Im Sommer folgte You’ll Miss Me (When I’m Gone), das sich jedoch nicht ganz so hoch platzieren konnte.
Im Herbst 1965 erschien Rescue Me und stürmte an die Spitze der R&B-Charts; in den Pop-Charts stieg der Titel bis auf Platz 4. In Großbritannien erreichte der Titel Platz 11. Nach einigen weiteren Hits und dem Album The New Look verließ Bass 1967 Chess Records.
1970 nahm sie mit dem Art Ensemble of Chicago zwei Alben auf, Art Ensemble of Chicago with Fontella Bass und Les Stances à Sophie, letzteres der Soundtrack des gleichnamigen französischen Films (1971) von Moshé Mizrahi. Sie heiratete den Trompeter des Ensembles, den Mit-Initiator der AACM und Jazz-Avantgardisten Lester Bowie.
Nachdem ihr zweites Soloalbum Free 1972 ohne kommerziellen Erfolg geblieben war, zog sich Bass weitgehend aus dem Musikgeschäft zurück und zog ihre Kinder groß. Gelegentlich sang sie bei Aufnahmen anderer Künstler im Chor. Nach ihrem Rückzug wirkte sie noch bei zwei Alben Lester Bowies mit, bei The Great Pretender (1981) und All the Magic (1982). Sie hatte auch einen Gastauftritt auf dem Album Breath of Life des World Saxophone Quartet. In den 1990ern hatte sie kurze Zeit eine eigene Radioshow und nahm einige Gospelsoul-Platten auf. Ihr von Wayne Horvitz produziertes Album No Ways Tired (Elektra/Nonesuch) wurde für einen Grammy nominiert.
Nach der Jahrtausendwende beteiligte sich Bass an Aufnahmen des Cinematic Orchestra: 2002 sang sie zwei Titel auf deren Album Every Day, 2007 zwei weitere auf dem Album Ma Fleur. Sie starb im Dezember 2012, nachdem sie drei Wochen zuvor einen Herzinfarkt erlitten hatte.
Fontella Bass war die Schwester des im Februar 2012 gestorbenen Gospel- und R&B-Sängers David Peaston.

## Auszeichnungen
Fontella Bass ist auf dem St. Louis Walk of Fame vertreten. 2001 erhielt sie den Pioneer Award der Rhythm and Blues Foundation.

## Diskografie

### Alben
| Jahr | Titel        | Höchstplatzierung, Gesamtwochen, AuszeichnungChartplatzierungen (Jahr, Titel, Platzierungen, Wochen, Auszeichnungen, Anmerkungen) | Höchstplatzierung, Gesamtwochen, AuszeichnungChartplatzierungen (Jahr, Titel, Platzierungen, Wochen, Auszeichnungen, Anmerkungen) | Anmerkungen |
| Jahr | Titel        | US | R&B | Anmerkungen |
| ---- | ------------ | --- | --- | ----------- |
| 1966 | The New Look | US93 (8 Wo.)US | R&B6 (8 Wo.)R&B |             |

Weitere Alben
- 1970: Art Ensemble of Chicago Les Stances à Sophie
- 1970: Art Ensemble of Chicago with Fontella Bass
- 1972: Free
- 1980: Martha Bass / Fontella Bass / David Peaston From the Root to the Source
- Rescued: The Best of Fontella Bass (Kompilation früher Aufnahmen)
- 1995: No Ways Tired (mit Lester Brown, David Sanborn, Harvey Brooks u. a.)
- 1996: Now That I Found a Good Thing
- 2001: Fontella Bass & the Voices of St. Louis Travelin

### Singles
| Jahr | Titel Album                                          | Höchstplatzierung, Gesamtwochen, AuszeichnungChartplatzierungen (Jahr, Titel, Album, Platzierungen, Wochen, Auszeichnungen, Anmerkungen) | Höchstplatzierung, Gesamtwochen, AuszeichnungChartplatzierungen (Jahr, Titel, Album, Platzierungen, Wochen, Auszeichnungen, Anmerkungen) | Höchstplatzierung, Gesamtwochen, AuszeichnungChartplatzierungen (Jahr, Titel, Album, Platzierungen, Wochen, Auszeichnungen, Anmerkungen) | Anmerkungen       |
| Jahr | Titel Album                                          | UK | US | R&B | Anmerkungen       |
| ---- | ---------------------------------------------------- | --- | --- | --- | ----------------- |
| 1965 | Don’t Mess Up A Good Thing The New Look              | — | US33 (11 Wo.)US | R&B5 (16 Wo.)R&B | mit Bobby McClure |
| 1965 | You’ll Miss Me (When I’m Gone) The New Look          | — | US91 (2 Wo.)US | R&B27 (6 Wo.)R&B | mit Bobby McClure |
| 1965 | Rescue Me The New Look                               | UK11 (10 Wo.)UK | US4 (13 Wo.)US | R&B1 (19 Wo.)R&B |                   |
| 1965 | Recovery Rescued: The Best of Fontella Bass          | UK32 (5 Wo.)UK | US37 (8 Wo.)US | R&B13 (7 Wo.)R&B |                   |
| 1966 | I Can’t Rest Rescued: The Best of Fontella Bass      | — | — | R&B31 (5 Wo.)R&B |                   |
| 1966 | I Surrender Rescued: The Best of Fontella Bass       | — | US78 (6 Wo.)US | R&B33 (2 Wo.)R&B |                   |
| 1966 | Safe and Sound Where the Girls Are Vol. 2            | — | US100 (1 Wo.)US | — |                   |
| 1966 | You’ll Never Know Rescued: The Best of Fontella Bass | — | — | R&B34 (7 Wo.)R&B |                   |